# Flugplatz Heppenheim

i7
i11
i13
Der Flugplatz Heppenheim (ICAO-Code: EDEP) ist ein Sonderlandeplatz und liegt südwestlich der Bergsträßer Kreisstadt. Er ist einer der größten Segelflugplätze in Deutschland. Am Platz befinden sich drei Flugzeughallen sowie eine Werkstatt mit Flugvorbereitungsraum.

## Weitere Informationen
Da der Flugplatz direkt an den Hängen des hessischen Odenwalds liegt, wird neben thermischem Segelflug auch verbreitet Hangflug betrieben. Segelflugzeuge, Motorsegler sowie Motorflugzeuge dürfen hier starten und landen. Segelflieger können mit der Motorwinde oder mit dem Schleppflugzeug des Vereins starten.
Der Heppenheimer Platz ist oft Startpunkt zu längeren Flügen z. B. zum Schwarzwald, zur Schwäbischen Alb, dem Bayerischen oder Thüringer Wald. Häufig werden jedoch auch der Spessart sowie der Odenwald von den Piloten angeflogen.
Neben dem Flugplatz-Betreiber, dem Aero-Club Kreis Bergstraße e. V., haben Mitglieder des Sportfliegerclubs Darmstadt und der Akademischen Fliegergruppe Darmstadt Flugzeuge am Platz stationiert.